# Аманниязов, Курбан Непесович
Курбан Непесович Аманниязов (22 апреля 1932, Красноводск, Туркменская ССР, СССР — 12 мая 2015, Алма-Ата, Казахстан) — советский, туркменский и казахский учёный в области региональной геологии и геологии нефти и газа, автор более 400 фундаментальных трудов, монографий, учебников и книг, доктор геолого-минералогических наук, академик Академии наук Туркменистана.

## Биография[1]
Окончил Туркменский государственный университет (1957) и аспирантуру Ленинградского университета (1960).
Кандидат (1960), доктор (1968) геолого-минералогических наук. Профессор (1971).
В 1968—1995 доцент, профессор Туркменского государственного университета и Туркменского политехнического института.
В 1981 году избран членом-корреспондентом Академии наук Туркменской ССР, с 1993 года академик АН Туркменистана.
Работал директором Института геологии АН ТССР, начальником лаборатории Каспийского моря Института пустынь АН Туркменистана.
В 1995—2012 годах на научно-преподавательской работе в Актауском госуниверситете им. Ш. Есенова и КазНТУ им. К. Сатпаева. С 2012 года профессор кафедры геологии Каспийского общественного университета (Алма-Ата).
Автор монографий, учебников и книг в области региональной и нефтегазовой геологии, палеогеографии и экологии, истории. За научное руководство и составление карты-схемы высокоёмких коллекторов, находку и описание площадей со следами верхнеюрских динозавров на юго-западном склоне Гиссарского хребта 28 ноября 1984 года награждён золотой медалью ВДНХ. Почетный гражданин города Форт-Шевченко Мангыстауской области.

## Научная деятельность
Основные научные исследования академика Аманниязова К. Н. посвящены изучению геологического строения и закономерностей формирования полезных ископаемых, в том числе нефти и газа, связанных с осадочными образованиями мезозоя Туранской плиты. Его многолетние исследования были посвящены изучению строений такие месторождений как: Узень, Котур-Тепе, Каламкас, Шатлык, Довлетабад, Газ-Ачак, Саман-Тепе, Газлы, Зеварда, Кирпичлии и других, а также определению геологического возраста нефтегазоносных горизонтов.
Академик Аманниязов К. Н. — участник многих международных научных форумов, международных геологических конгрессов и конференций в Буэнос-Айресе, Стамбуле, Париже, Тегеране, Москве, Гамбурге, Кельне, Новосибирске, Ленинграде, Тбилиси, Ереване, Баку, Астрахани, Ташкент Алматы и др. Являлся членом Отделения науки о Земле АН СССР, членом Юрской комиссии МСК СССР, председателем Туркменского отделения и членом правления Всесоюзного Палеонтологического общества, член редколлегии энциклопедий Туркменистана, Мангистау, научных журналов и др. трудов.

## Общественная деятельность
Академик Аманниязов уделял серьезное внимание изучению проблем геологии и экологии Каспийского моря, освоению природных ресурсов прикаспийского региона, спасению людей, промышленных объектов, населенных пунктов от каспийского синдрома — катастрофических «движений» моря в конце XX века. Он даже обращался к президентам пяти прикаспийских стран с просьбой объединить усилия для решения проблем Каспийского моря. Наряду с научной работой он уделяет серьезное внимание проблемам истории и литературы. В 2000 году по его инициативе был издан сборник произведений туркменского поэта Махтымкули на казахском языке. Находил время и для общественной работы — долгое время являлся Почетным председателем Туркменского Этно-культурного Центра (Ассамблея народа Казахстана).

## Избранные монографии и книги
- Каспийское море, геоэкология и нефтегазоносность, Алматы, 1999
- Рыбы Каспийского моря. (в соавторстве с Джанмурзаевым А. З.), Алматы, 1999
- Геология. Алматы, 2001 — Нефтегазовая и промысловая геология. Алматы, 2001
- Казакстаннын, мынайлы-газды аймактарын геологиясы, Алматы, 2004
- Туркмены Мангышлака. Алматы, 2004
- Геология Казахстана, СНГ и мира. Алматы, 2005
- Тарихи геология. Палеотология негіздерi. Актау, 2007
- Нефтегазовые месторождения Казахстана. Алматы, 2010